# Dorygnathus
Dorygnathus – pterozaur z rodziny Rhamphorhynchidae. Zamieszkiwał dzisiejszą Europę we wczesnej jurze, około 190 milionów lat temu. Mierzył on 1 m rozpiętości skrzydeł i był spokrewniony z o wiele bardziej znanym późnojurajskim pterozaurem ramforynchem. Jego nazwa znaczy „włócznioszczęka”.
Z tyłu szczęk miał małe zęby do przytrzymywania ryb. Z przodu zaś zęby były bardzo długie, wystając poza pysk.

## Gatunki
Dorygnathus banthensis